# 임민주

## 작품 목록
- 2020 혼자 사는 사람들 (음악)